# ГПС (Гельсінкі)
Гельсінгін Паллосеура (фін. Helsingin Palloseura) — фінський футбольний клуб з Гельсінкі, заснований у 1917 році. Виступає у Лізі Колмонен. Домашні матчі приймає на стадіоні «JYA Ареена», місткістю 2 000 глядачів.

## Досягнення
- Вейккаусліга
  - Чемпіон (9): 1921, 1922, 1926, 1927, 1929, 1932, 1934, 1935, 1957
  - Срібний призер (6): 1920, 1924, 1931, 1936, 1945, 1958
  - Бронзовий призер (2): 1930, 1948

- Кубок Фінляндії
  - Володар (1): 1962.